# Gabriel Théodore Vallier de Lapeyrouse
Pour les articles homonymes, voir Lapeyrouse.
Gabriel Théodore Vallier de Lapeyrouse, né le 23 janvier 1734 à Embrun (Hautes-Alpes), mort le 10 mai 1803 à Embrun (Hautes-Alpes), est un général de brigade de la Révolution française.

## États de service
Il entre en service en 1748, dans le génie, et en 1756, il obtient son diplôme d’ingénieur militaire. Il participe à la Guerre de Sept Ans en Allemagne et en Martinique. Il se fait remarquer en janvier 1760, au siège de Dillenburg, en sauvant les poudres enfermées dans une casemate, que l’incendie menace. Il obtient son brevet de capitaine en 1763, et en 1768, il rejoint la Corse. Il est fait chevalier de Saint-Louis en 1778.
Il est nommé lieutenant-colonel en 1785, et colonel le 1er avril 1791, directeur des fortifications à Embrun. De 1792 à 1793, il sert à l’armée des Alpes, puis il est arrêté et emprisonné à Gap le 19 novembre 1793, sur les ordres des représentants en mission Barras et Fréron. Libéré de prison le 30 avril 1794, il retourne à l’armée des Alpes le 17 juin 1794. 
Il est promu général de brigade le 19 décembre 1795, et le 9 mai 1796, il est chargé de tracer les limites entre la France et les États Sardes. En 1799, il est membre de la commission militaire, chargée d’enquêter sur la reddition de bastions fortifiés en Italie. Le 29 janvier 1800, il est nommé inspecteur général des fortifications, mais pour cause de maladie, il refuse le poste, et le 1er mai 1800, il devient directeur des fortifications des Hautes-Alpes et des Basses-Alpes.
Il est admis à la retraite le 20 décembre 1801.
Il meurt le 10 mai 1803, à Embrun.

## Sources
- (en) « Generals Who Served in the French Army during the Period 1789 - 1814: Eberle to Exelmans »
- Thierry Pouliquen, « Les généraux français et étrangers ayant servis [sic] dans la Grande Armée » (consulté le 20 mars 2015)
- Gabriel Théodore Vallier de Lapeyrouse  sur roglo.eu
- Gustave de Rivoire de la Bâtie, Armorial du Dauphiné, tome 3, imprimerie Louis Perrin, Lyon, 1867, p. 763.
- Alexandre Mazas, Histoire de l'ordre royal et Militaire de Saint-Louis depuis son institution en 1693 jusqu'en 1830, Tome 2, Firmin Didot frères, fils et Cie, Paris, 1860, p. 263
- (pl) « Napoléon.org.pl »